# 朝鮮総督府官報

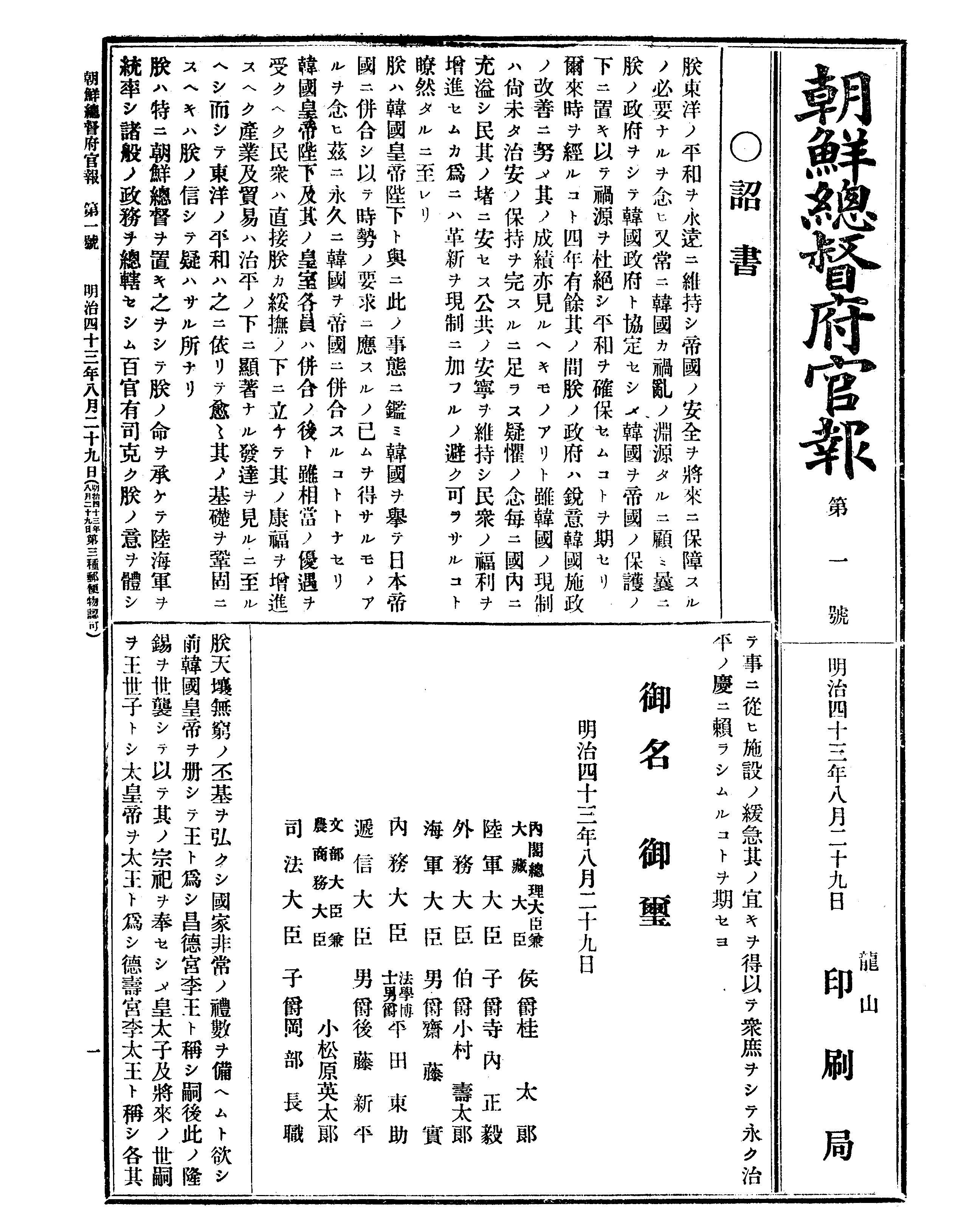
『朝鮮総督府官報』第1号第1面

『朝鮮総督府官報』（朝鮮總督府官報、ちょうせんそうとくふかんぽう）は、朝鮮総督府の機関紙。統監府の機関紙である『統監府公報』の後継紙であるが、第三種郵便物の認可の日付が『朝鮮総督府官報』第1号の発行日と同じであるなど、形式的には別の扱いである。当項目では『統監府公報』についても解説する。

## 統監府公報
『統監府公報』は、統監府が事務を開始した1906年（明治39年）2月1日の翌年の1906年（明治40年）1月14日に第1号を発行し、韓国併合の直前の1910年（明治43年）8月27日に最終となる第167号を発行した。
号外の発行もあったが不定期で、概ね週に1回発行されたが明示的に発行周期の記載はなかった。第三種郵便物の認可の日付は、1909年（明治42年）2月13日付であるが、同年2月6日付発行の第83号に第三種郵便物の認可の記載がある。

## 概要
『朝鮮総督府官報』は、詔書、皇室令、朝鮮に関係ある法律・勅令・軍令・条約・閣令・省令、制令、府令（朝鮮総督府令）、訓令などの法令のほか、朝鮮総督府を始めとする各機関の告示、通牒、彙報、広告などが掲載された。当初は朝鮮譯文（ハングル）欄も設けられていたが、1925年（大正14年）5月28日付け号外に大正14年簡易国勢調査に関する府令2本、通牒1本の朝鮮譯文が掲載されたのを最後に掲載されなくなり、「朝鮮総督府官報編纂規程中改正」（昭和5年4月1日朝鮮総督府訓令第20号）により、1930年（昭和5年）4月1日以降は掲載の規定が正式に削除されている。
発行は、日曜日、祝祭日、年末年始を除く毎日行われた（1945年（昭和20年）8月16日以降はこの限りでない）。紙面に印刷された号数は、日本政府の『官報』と同様、改元のたびに1にリセットされた。号外も発行された。
第1号は、朝鮮総督府が設置された当日の1910年（明治43年）8月29日に発行された。第1面に掲載されたのは「韓国併合二関スル詔書」（明治43年8月29日）及び「前韓国皇帝ヲ冊シテ王ト為スノ詔書」（明治43年8月29日）の一部。
1945年（昭和20年）8月30日に発行された第5567号の紙面で「朝鮮總督府官報（以下單ニ官報ト稱ス）ハ現下ノ諸情勢ニ基キ一般購讀者ニ對シテハ昭和二十年八月末日限リ發賣ヲ廢止シ特ニ必要ナル各官廳、軍衙ニ限リ無料ニテ九月一日以降引續キ發行スルモノトス」と広告された。これによると9月以降も発行がされた可能性があるが、実際の発行は確認できない。

## 編纂事項及び順序
『朝鮮総督府官報』は「朝鮮総督府官報編纂規程」（大正2年11月21日朝鮮総督府訓令第57号）別紙第1号で定められた以下の事項が掲載された。
- 詔書
- 皇室令
- 法律（朝鮮ニ関係アルモノ）
- 勅令（同上）
- 軍令（同上）
- 條約（同上）
- 豫算（同上）
- 制令
- 府令
- 告示
- 閣令（朝鮮ニ関係アルモノ）
- 省令（同上）
- 訓令
- 訓示
- 通牒
- 警務總監部公文
- 臨時土地調査局公文
- 地方廳公文
- 會計檢査
- 敍任及辭令
- 彙報
- 廣告
- 朝鮮譯文

その後、「朝鮮総督府官報編纂規程」の全部改正に伴い（大正9年2月27日朝鮮総督府訓令第10号）、第2條で定められた以下の事項が掲載された。
- 詔書
- 皇室令
- 法律（朝鮮ニ施行スルモノ又ハ一般周知ヲ必要トスルモノ）
- 勅令（同上）
- 軍令（同上）
- 條約（同上）
- 豫算（同上）
- 制令
- 府令
- 閣令（朝鮮ニ施行スルモノ又ハ一般周知ヲ必要トスルモノ）
- 省令（同上）
- 訓令（各省訓令ニ付テハ同上）
- 訓示
- 告示（各省告示ニ付テハ同上）
- 達
- 論告[注釈 3]
- 通牒
- 軍事公文
- 高等土地調査局公文[注釈 4]
- 地方廳公文
- 會計檢査
- 敍任及辭令
- 彙報
- 土地収用公告
- 廣告
- 朝鮮譯文[注釈 4]

## 朝鮮総督府官報活用システム
大韓民国政府が提供する朝鮮総督府官報活用システムは、デジタルアーカイブ化された『朝鮮総督府官報』の紙面画像と索引からなり、当時の紙面をインターネットで閲覧できるほか、日付、人名、分類別などで索引を検索できる。ただし、システム構築当時、韓国法制処の「近代法令知識情報DB構築事業」と競合したことから、法令については索引作成の対象外とされた。
本システムは、韓国政府の親日反民族行為真相糾明委員会、韓国国立中央図書館、親日反民族行為者財産調査委員会が共同して、韓国情報文化振興院の知識情報資源管理事業の予算支援を受けて構築し、2007年度から一般に提供されていた。システム構築の動機は、全部で13万ページにのぼる『朝鮮総督府官報』の内容をデータベース化して親日反民族行為者の認定作業や歴史の研究に役立てることにあったようである。
当初、1年目の事業として『朝鮮総督府官報』の1910年（明治43年）から1915年（大正4年）、1937年（昭和12年）から1945年（昭和20年）までの範囲をデータベース化し、2年目の2008年度末までに1916年（大正5年）から1936年（昭和11年）の範囲をデータベース化して、全部のデータベース化を完了する予定だったが、2013年11月時点でデータベースは完成しておらず、1916年（大正5年）から1927年（昭和2年）までの『朝鮮総督府官報』は本システムでは閲覧できなかった。
2016年4月、韓国国立中央図書館が本システムを改修したと発表。HTML5ベースのウェブ標準の適用、画面デザインの改善、利用者中心の検索画面の構築のほか、画像のみで提供されていた1916年（大正5年）から1927年（昭和2年）発行分の『朝鮮総督府官報』の記事16万267点と索引語46万7222点が追加され、1910年（明治43年）8月から1945年（昭和20年）8月までに発行された『朝鮮総督府官報』の画像13万8683点、記事33万5527点、索引語144万6348点がデータベースの提供範囲として利用可能となっている。
なお、資料の散逸により含まれていないものがある。

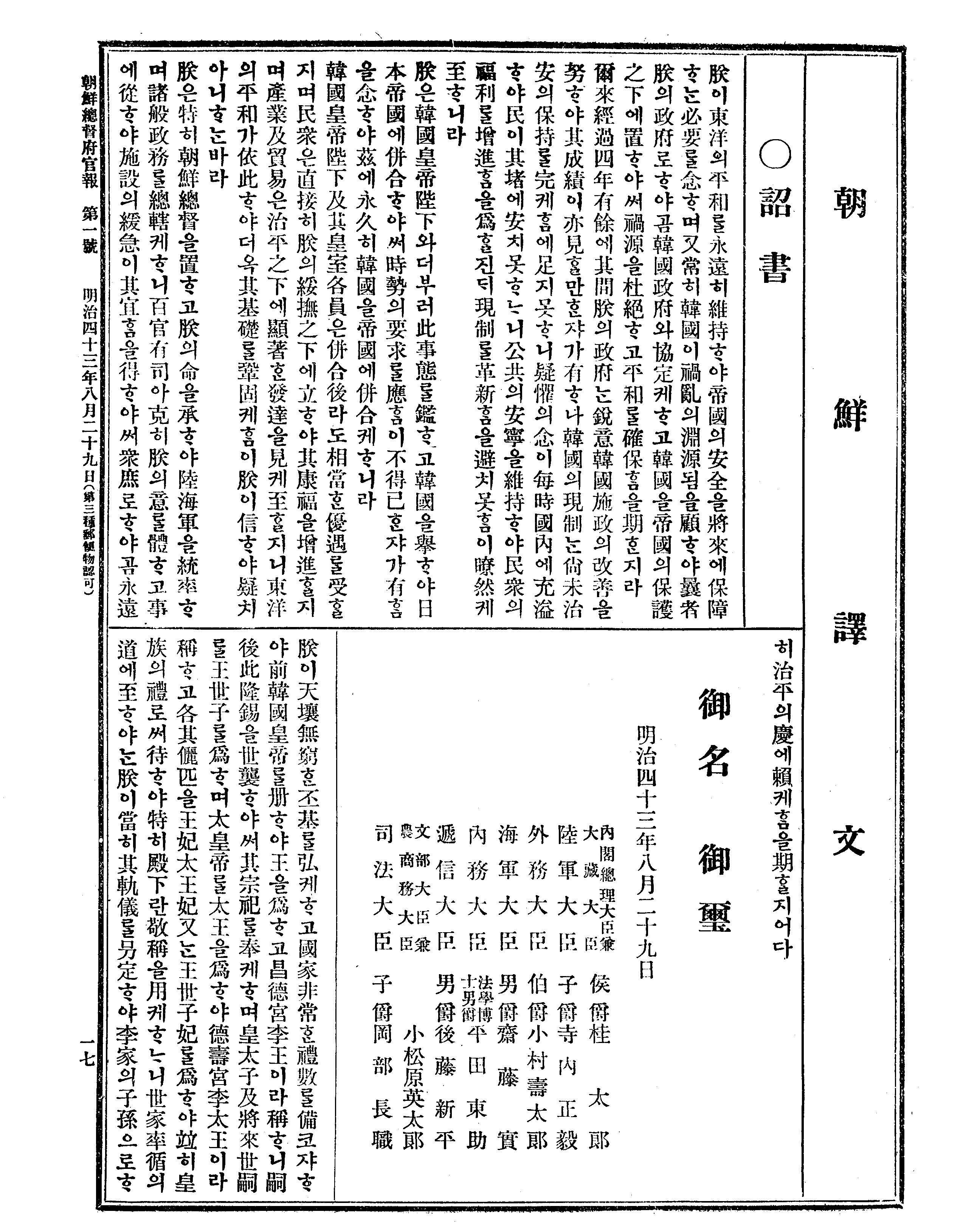
第1号第1面の朝鮮語訳⇒韓国併合ニ関スル詔書（第1号第17面掲載）。1910年（明治43年）8月29日。
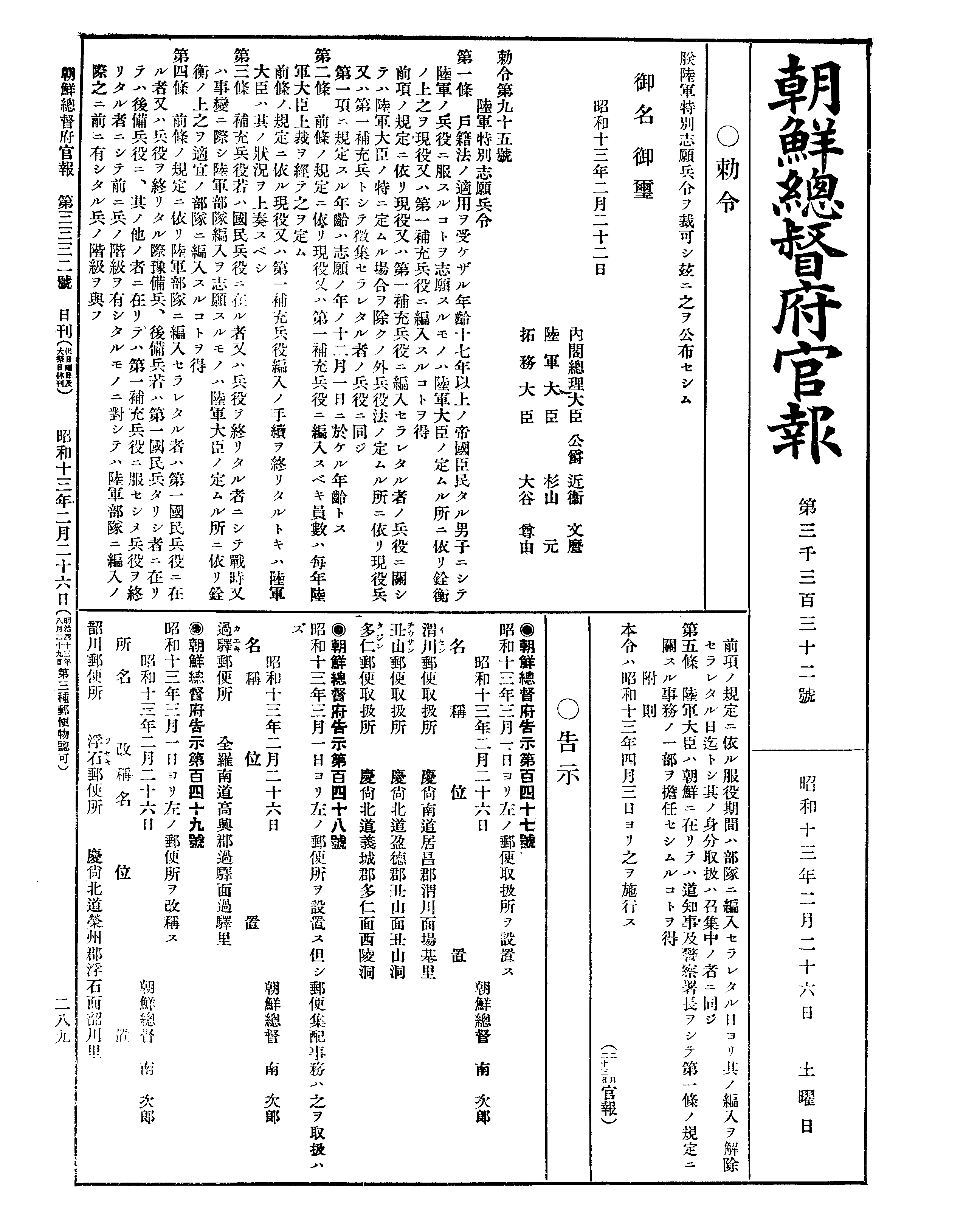
陸軍特別志願兵令⇒朝鮮人日本兵。1938年（昭和13年）2月26日。
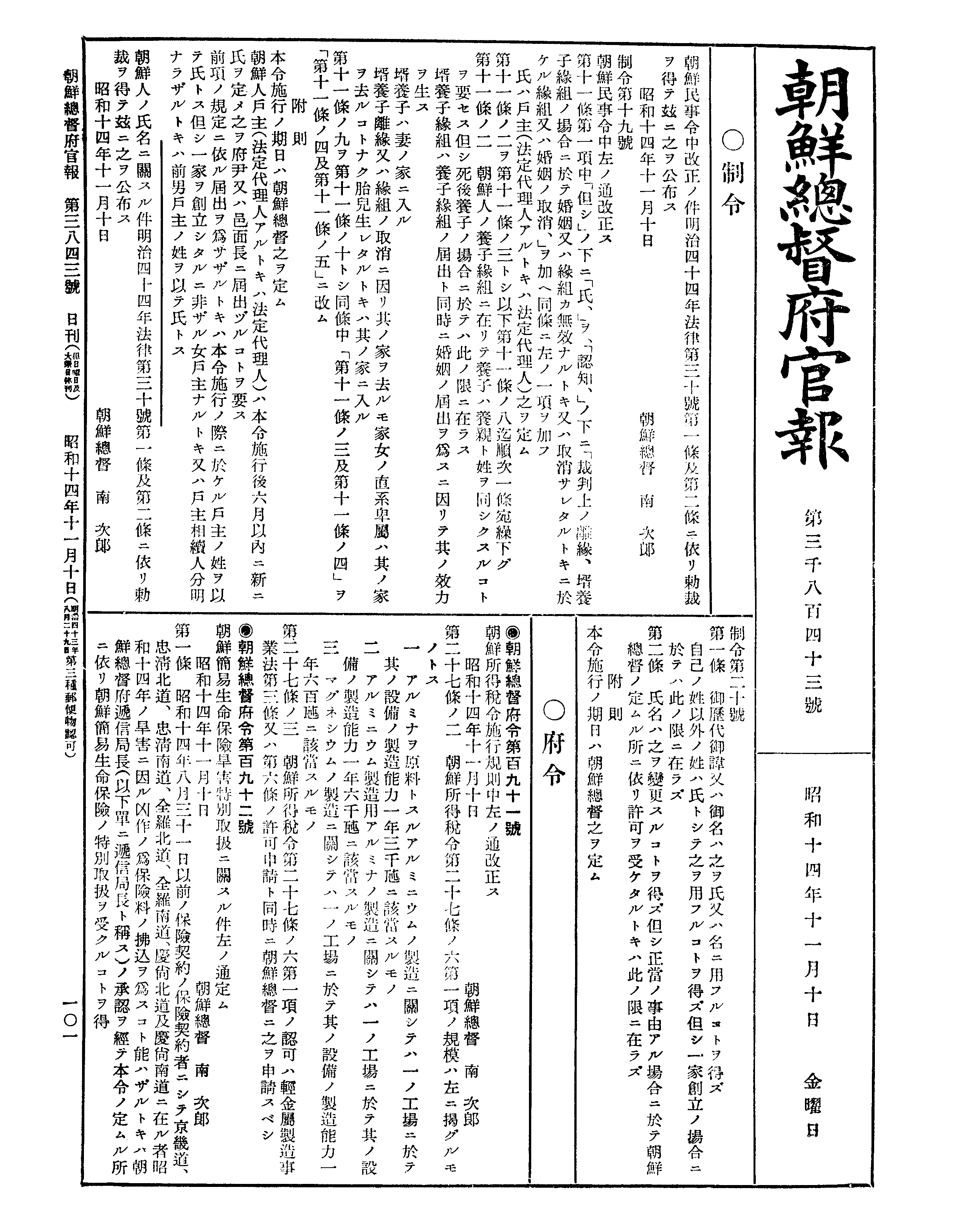
創氏改名に関する制令2本。1939年（昭和14年）11月10日。

## 刊行一覧
- 『統監府公報』（第1號 - 第167號）
  - 1907年（明治40年）1月14日 - 1910年（明治43年）8月27日
- 『朝鮮總督府官報』（第1號 - 第578號）
  - 1910年（明治43年）8月29日 - 1912年（明治45年）7月30日
- 『朝鮮總督府官報』（第1號 - 第4305號）
  - 1912年（大正元年）7月31日 - 1926年（大正15年）12月25日
- 『朝鮮總督府官報』（第1號 - 第5567號）
  - 1926年（昭和元年）12月27日 - 1945年（昭和20年）8月30日

### 復刻版
- 朝鮮総督府 編『朝鮮総督府官報』日本マイクロ写真、1981年-1985年。国立国会図書館書誌ID:000000078543（35mmマイクロフィルムリール157巻）
- 韓国学文献研究所 編『朝鮮総督府官報』 全142冊、亜細亜文化社、1985年-1988年。国立国会図書館書誌ID:000000078597
- 韓国学文献研究所 編『朝鮮総督府官報 総索引』 全5冊、亜細亜文化社、1990年10月。国立国会図書館書誌ID:000002206598。
- 『統監府公報』 上下巻、亜細亜文化社、1974年。国立国会図書館書誌ID:000000078594。